# Helene Hegemann

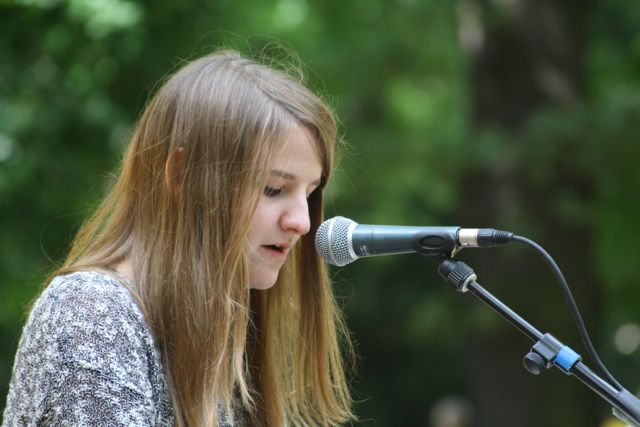
Hegemann in 2013

Helene Hegemann (Freiburg im Breisgau, 19 februari 1992) is een Duitse schrijfster, regisseuse en actrice. Haar eerste roman, Axolotl Roadkill zorgde in 2010 aanvankelijk voor een sensatie en vervolgens voor controverse door toedoen van vermoedens van plagiaat.

## Leven
Hegemann groeide bij haar gescheiden moeder in Bochum op, die echter overleed toen Helene veertien jaar oud was. Daarop trok ze bij haar vader in, regisseur Carl Hegemann in Berlijn. Hegemanns theaterstuk Ariel 15 ging op 6 december 2007 in het Ballhaus Ost in première en werd in 2008 door de Deutschlandradio tot luisterspel bewerkt. Het draaiboek voor de film Torpedo, dat ze reeds als veertienjarige geschreven had, werd in 2008 met ondersteuning van de Kulturstiftung des Bundes verfilmd en leverde haar in 2008 de Max Ophüls-prijs op.
Als actrice trad Hegemann op in de film Deutschland 09, in de bijdrage Die Unvollendete van Nicolette Krebitz.
Hegemann woont in Berlijn en volgt afstandsonderwijs met het oog op de middenjury.
In 2010 bereikte Helene Hegemann nationale bekendheid met haar roman Axolotl Roadkill, verschenen bij de Ullstein Verlag. De literatuurkritiek schonk brede aandacht aan het werk, dat ruw en op sommige plaatsen sterk incoherent is. Opvallend was het excessieve gebruik van schuttingwoorden, alsook de vele kunsttheoretische uitweidingen. Dat dit door een zeventienjarige geschreven was, droeg verder tot de opzienbarendheid toe, en de roman bereikte de tweede plaats op de bestsellerlijst van Der Spiegel.
Begin februari 2010 merkte een blogger op dat de roman sterke gelijkenissen met het boek Strobo van de blogger Airén uit 2009 vertoonde, evenwel zonder dat de roman enige bronvermelding bezat. Hegemann gaf toe dat ze tekstpassages uit dit werk gekopieerd had en Airén niet gecontacteerd, naar eigen zeggen uit „egoïsme en achteloosheid”. Daarenboven bevatte haar roman een vertaling van het nummer ‘Fuck You’ van de Britse band Archive, waarvoor evenmin een bronvermelding aanwezig was.
Hegemann verklaarde dat deze vorm van sampling een corollarium van de hedendaagse mediacultuur is, waarin de herkomst van materiaal onduidelijk wordt. Dit ontlokte een verregaand debat in de media omtrent intertekstualiteit en het auteursrecht. Airéns uitgeverij SuKuLTuR stelde zich te weer met als argument dat het feit dat Hegemanns roman over heroïnegebruik gaat nog niet betekent dat Hegemann zelf heroïne moet gebruiken om hem te kunnen schrijven. Mutatis mutandi betekent een romancollage over de technocultuur, waaromtrent Strobo handelt, niet dat Hegemann zonder meer teksten moet gaan verzamelen zonder te vermelden waar deze vandaan komen.
Uitgeverij Ullstein voegde in de tweede editie van het werk verschillende bronnen toe, die in de vierde nog gedetailleerd werden uitgebreid. Zo bevat Axolotl Roadkill onder andere fragmenten van Kathy Acker, David Foster Wallace, Rainald Goetz en Valérie Valère.
Het Thalia Theater uit Hamburg heeft in 2010 een theaterversie op de planken gebracht en beklemtoonde dat de keuze voor Axolotl Roadkill alreeds vóór de plagiaataffaire gemaakt was.

## Werken
- 2008 Ariel 15 - oder die Grundlagen der Verlorenheit (hoorspel)
- 2009 Torpedo (film)
- 2009 Deutschland 09 (film)
- 2010 Axolotl Roadkill (roman)
- 2013 Jage zwei Tiger (roman)

- Bibsys: 10036176
- Bibliothèque nationale de France: cb162341695 (data)
- Catàleg d'autoritats de noms i títols de Catalunya: 981058521846306706
- Gemeinsame Normdatei: 140372318
- International Standard Name Identifier: 0000 0001 1001 9563
- Library of Congress Control Number: no2010069366
- Nationale Bibliotheek van Tsjechië: ola2010434654
- Nationale Bibliotheek van Israël: 987007293373905171
- Nationale Bibliotheek van Polen: a0000002477680
- Nederlandse Thesaurus van Auteursnamen: 325554803
- LIBRIS: 347427
- Système universitaire de documentation: 145743705
- Virtual International Authority File: 103894591
- WorldCat: E39PBJgmMytvdhCB3Chkjr3G73